# Curt Hjelm
Curt Hjelm (* 3. November 1913 in Skedevi; † 5. Oktober 1988 in Norrköping) war ein schwedischer Fußballspieler.

## Werdegang
Hjelm begann mit dem Fußballspielen in Rejmyre beim Rejmyre Idrottsförening, wo er zusammen mit seinen Brüdern spielte. Anschließend wechselte er zu IK Sleipner und erlebte und gestaltete die Glanzzeit des Klubs in der Allsvenskan. Ende der 1930er Jahre gehörte die Mannschaft um ihn und Spieler wie Harry Andersson oder Gustav Wetterström zu den Spitzenklubs der Liga und 1938 konnte sich der Klub vor dem Trio Landskrona BoIS, Helsingborgs IF und IF Elfsborg an erster Stelle platzieren und den Von-Rosens-Pokal gewinnen. Als einer der Stammspieler gehörte Hjelm am Ende der Spielzeit zu den elf als schwedischer Meister ausgezeichneten Spieler. Mit 13 Saisontoren wurde er zudem im selben Jahr Torschützenkönig und wurde im folgenden Jahr in die schwedische Nationalmannschaft berufen. Am 3. Juni 1939 debütierte er beim 3:2-Erfolg über die norwegische Nationalmannschaft im Nationaljersey. Am 11. Juni bestritt er sein zweites Länderspiel und konnte sich beim 7:0-Erfolg über die litauische Landesauswahl zweimal in die Torschützenliste eintragen. Die zwei Partien blieben seine beiden einzigen Länderspiele.